# Live (альбом Iron Butterfly)
Live — концертный альбом американской рок-группы Iron Butterfly, вышедший в 1970 году на лейбле Atco Records. Последний альбом, записанный в составе Ингл/Бранн/Дорман/Буши.

## Список композиций
1. «In the Time of Our Lives» (Дуг Ингл/Рон Буши) — 4:23
2. «Filled with Fear» (Ингл) — 3:27
3. «Soul Experience» (Ингл/Буши/Эрик Бранн/Ли Дорман) — 3:55
4. «You Can’t Win» (Дэррил Делоач/Дэнни Вейс) — 2:48
5. «Are You Happy» (Ингл) — 3:20
6. «In-A-Gadda-Da-Vida» (Ингл) — 19:00

## Участники записи
- Дуг Ингл — вокал, орган
- Эрик Бранн — гитара
- Ли Дорман — бас-гитара, бэк-вокал
- Рон Буши — ударные